# Troissereux
Troissereux – miejscowość i gmina we Francji, w regionie Hauts-de-France, w departamencie Oise.
Według danych na rok 1990 gminę zamieszkiwało 1101 osób, a gęstość zaludnienia wynosiła 78 osób/km² (wśród 2293 gmin Pikardii Troissereux plasuje się na 261. miejscu pod względem liczby ludności, natomiast pod względem powierzchni na miejscu 231.).